# Liste der denkmalgeschützten Objekte in Galtür
Die Liste der denkmalgeschützten Objekte in Galtür enthält die denkmalgeschützten, unbeweglichen Objekte der Gemeinde Galtür im Bezirk Landeck.

## Denkmäler
| Foto |                 | Denkmal                                                                                    | Standort                                   | Beschreibung | Metadaten |
| ---- | --------------- | ------------------------------------------------------------------------------------------ | ------------------------------------------ | --- | --- |
| ja   | Datei hochladen | Kath. Pfarr- und Wallfahrtskirche Mariä Geburt HERIS-ID: 75733 Objekt-ID: 89237 TKK: 22469 | gegenüber Galtür 34 Standort KG: Galtür    | Zum Nordturm aus dem 14. Jahrhundert wurde nach einem Brand von 1622 bis 1624 ein Langhaus errichtet und von 1777 bis 1779 barockisiert und erhielt eine reiche Rokoko-Ausstattung. Mit Architekt Clemens Holzmeister wurde von 1967 bis 1968 das Langhaus verlängert und ein Vorhallenbau errichtet. Die Orgel baute ursprünglich Franz Weber im Jahre 1867, sie wurde nachträglich verändert. Die Deckenmalereien in Mittelmedaillons und seitlichen Kartuschen wurden 1777 von Johann Josef Wörle geschaffen, das Fresko an der Westseite stammt von Wolfram Köberl von 1967. | BDA-Hist.: Q19902993 Status: § 2a Stand der BDA-Liste: 2025-06-30 Name: Kath. Pfarr- und Wallfahrtskirche Mariä Geburt GstNr.: .1 Pfarr- und Wallfahrtskirche Mariä Geburt (Galtür) |
| ja   | Datei hochladen | Friedhof HERIS-ID: 75735 Objekt-ID: 89239 TKK: 83706                                       | gegenüber Galtür 34 Standort KG: Galtür    | Der Friedhof um die Kirche wurde 1383 geweiht, 1725 und 1968 erweitert und 1966 mit einer Mauer umgeben. Im Friedhof befinden sich Schmiedeisenkreuze ab dem Ende des 18. Jahrhunderts. | BDA-Hist.: Q38139973 Status: § 2a Stand der BDA-Liste: 2025-06-30 Name: Friedhof Galtür GstNr.: 1 Friedhof Galtür                                                                   |
| ja   | Datei hochladen | Totenkapelle (Kreuzkapelle) HERIS-ID: 75734 Objekt-ID: 89238 TKK: 83705                    | Galtür 38, in der Nähe Standort KG: Galtür | Die Totenkapelle unter der barocken Vorhalle im Westen der Kirche wurde 1777 errichtet und 1967/1968 abgetragen und nach Plänen von Clemens Holzmeister wiederaufgebaut. Die Kreuzigungsgruppe in der Totenkapelle wird Josef Georg Witwer zugeschrieben. Sie wurde im Jahr 2019 komplett renoviert und umstrukturiert, um sie auch als Aufbahrungshalle für Verstorbene zu gebrauchen. | BDA-Hist.: Q38139961 Status: § 2a Stand der BDA-Liste: 2025-06-30 Name: ehem. Totenkapelle (Kreuzkapelle) GstNr.: .1 Totenkapelle Galtür                                            |
| ja   | Datei hochladen | Kapelle hl. Martin HERIS-ID: 58930 Objekt-ID: 69825 TKK: 22470                             | neben Galtür 100 Standort KG: Galtür       | Die Kapelle hl. Martin steht talauswärts im Weiler Tschafein. Der Saalbau mit Holztonne mit eingezogenem stichkappengewölbten Chor hat einen hölzernen Glockenstuhl und wurde 1678 anstelle eines durch Hochwasser zerstörten Vorgängerbaues errichtet. | BDA-Hist.: Q38085308 Status: § 2a Stand der BDA-Liste: 2025-06-30 Name: Kapelle hl. Martin GstNr.: .134 Martinskapelle, Tschafein                                                   |